# Balise aérienne

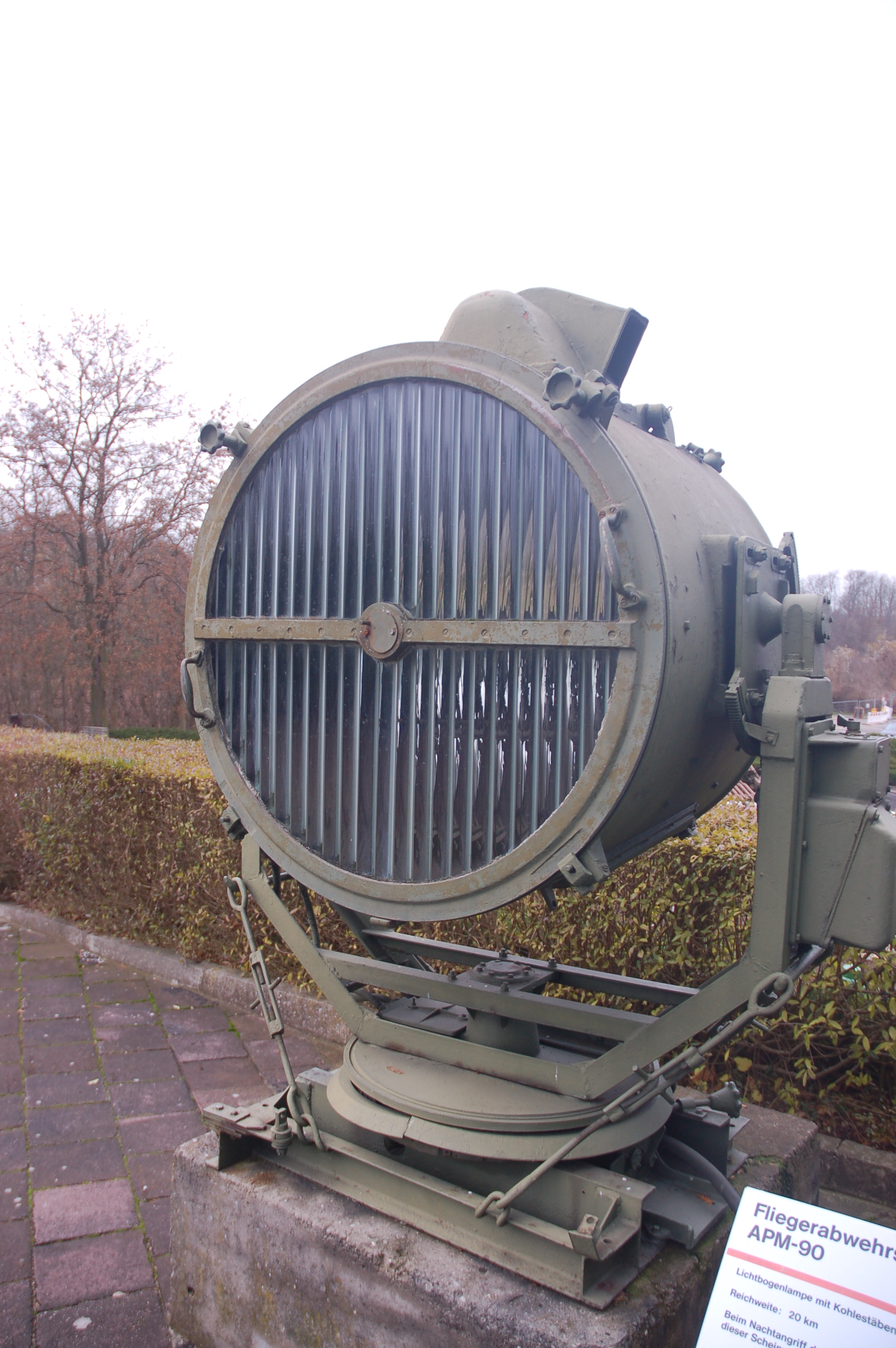
Un phare anti-aérien allemand APM-90 datant de la Seconde Guerre mondiale

Une balise aérienne est un ensemble lumineux utilisé pour créer un signal fixe ou clignotant visible sur de longues distances. Il se compose d'une lampe électrique montée sur un dispositif de focalisation dans un boîtier cylindrique, qui est généralement entraîné en rotation sur un axe vertical à l'aide d'un moteur électrique. Le balayage du faisceau étroit ainsi produit donne l'effet de clignotement. Les balises aériennes ont été développés à l’origine pour l’aviation, plus communément comme des balises d’aérodrome, mais ils ont également été largement utilisés dans les phares. Leur fabrication et leur maintenance sont bien moins onéreuses que les lentilles de Fresnel en verre classiques et plus robustes; et ils peuvent être exposés aux intempéries. Les modèles historiques incluent le DCB-24, qui utilisait un seul réflecteur parabolique ; le DCB-224, une version à double faisceau du DCB-24 ; et le DCB-36, qui utilisait un système de lentilles de Fresnel en plastique. Les fabricants principaux sont Carlisle & Finch et la société Crouse-Hinds. Ils sont encore largement utilisés. 

## DCB-224
Le modèle DCB-224 est un projecteur haute puissance conçu et construit par Carlisle & Finch. Conçu à l'origine pour être utilisé comme balise d'aérodrome, il était également largement utilisé dans les phares marins. 
Selon le type d’ampoule installé, le faisceau peut être vu de 18 à 26 nm. L'unité comporte un boîtier en aluminium de 25 pouces et un réflecteur parabolique. Un moteur électrique et une boîte de vitesses entraînent la rotation de l'unité optique. Ils peuvent éventuellement être équipés d'un changeur d'ampoule automatique CG-2P.

## Voir également
- Phare aérien
- Balise d'aérodrome
- Phare et feu de l'avion